# Miss Grand España
Miss Grand España o Miss Grand Spain es un certamen de belleza femenina en España dirigido por Vicente Jiménez Gonzalez, que se celebra anualmente desde 2016. Este certamen es responsable de seleccionar a las representantes de ese país a Miss Grand Internacional y muchos otros concursos de belleza internacionales. Cada concursante representa únicamente a un provincia o ciudad del país y la ganadora del título lo lleva por un periodo de alrededor de un año. Las participantes y ganadoras le dan significado e importancia a esta competencia de belleza promoviendo parar la guerra y la violencia campaña cuál es el eslogan del concurso.
La actual Miss Grand España es Hirisley Jiménez quien representará a España en el Miss Grand Internacional 2022, que se celebrará en Indonesia.

## Historia
El certamen Miss Grand  España nació en el año 2016 con el propósito publicitario de enviar a una representante español al Miss Grand Internacional, en Bangkok, Tailandia, el cual había sido creado por el empresario y presentador tailandés Nawat Itsaragrisil para detener la guerra y la violencia y también para promover la paz en el mundo.
En las ediciones 2013 y 2014 de Miss Grand Internacional, el representante de España fue nombrado para el cargo por Marcel Arnalot Salazar, Director Nacional de Miss Grand Spain en ese momento. En 2015, Vicente Jiménez González obtuvo la licencia y Andrea De Cozar fue asignada para competir en Miss Grand Internacional 2015 en Tailandia y terminó en la finalista del Top 10.

## Ganadoras del certamen

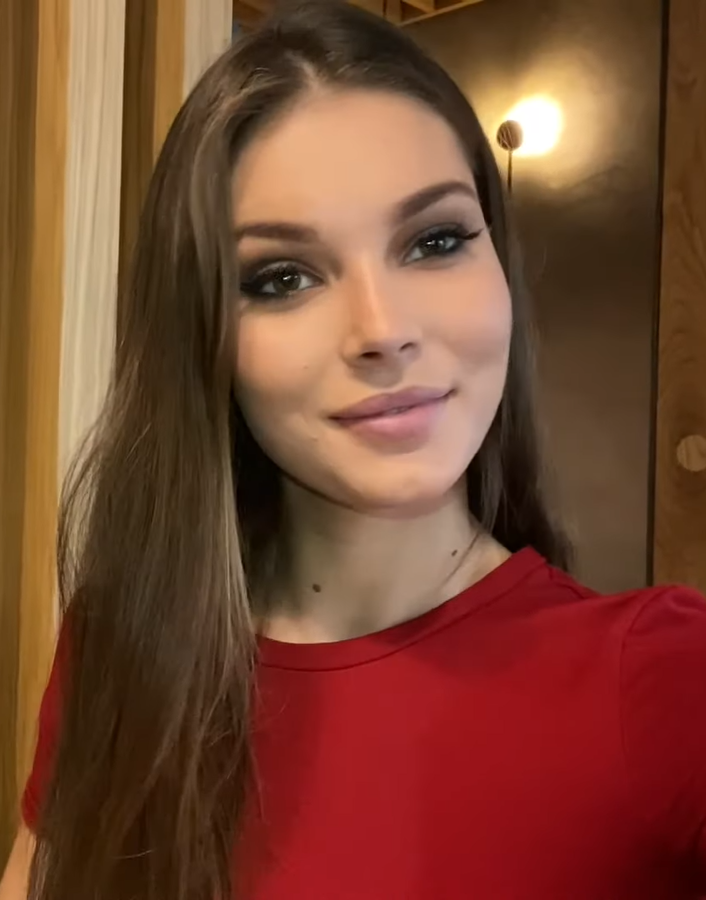
Miss Grand España 2021 Alba Dunkerbeck Costa Canaria
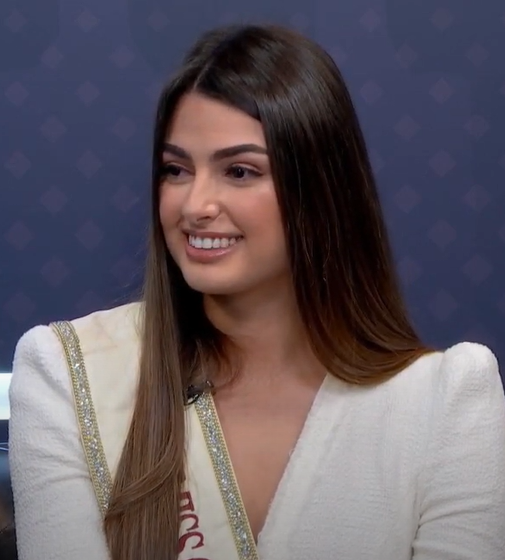
Miss Grand España 2020 Iris Miguélez Méndez '
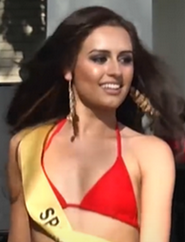
Miss Grand Spain 2015 Andrea de Cozar Málaga
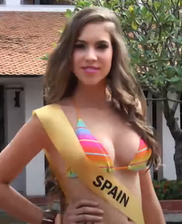
Miss Grand Spain 2014 Nazaret Hurtado Las Palmas

| A    | Ganadora                            | Provincia o Ciudad | Edad | Altura | Lugar del evento                                                                             | Participantes                                                                                | Fecha                                                                                        | Ref.          |
| ---- | ----------------------------------- | ------------------ | ---- | ------ | -------------------------------------------------------------------------------------------- | -------------------------------------------------------------------------------------------- | -------------------------------------------------------------------------------------------- | ------------- |
| 2024 | Susana Lucía Medina                 | Las Palmas         | 25   | 182 cm | Isla Cristina, Huelva, Andalucía                                                             | 33                                                                                           | 11 de mayo de 2024                                                                           |               |
| 2023 | Celia Sevilla                       | Toledo             | 22   | 1.75   | Centro Comercial Martiánez, Puerto de la Cruz , Santa Cruz de Tenerife                       | 34                                                                                           | 25 de marzo de 2023                                                                          |               |
| 2022 | Hirisley Jiménez                    | Las Palmas         | 20   | 180 cm | Parque del Sur, Maspalomas, Gran Canaria                                                     | 34                                                                                           | 2 de mayo de 2022                                                                            | [ 3 ] [ 4 ]   |
| 2021 | Alba Dunkerbeck Morales             | Costa Canaria      | 18   | 174 cm | Garbo’s Teatro Musical , Bahía Feliz, Gran Canaria                                           | 28                                                                                           | 16 de mayo de 2021                                                                           | [ 5 ]         |
| 2020 | Iris Miguélez Méndez (Reemplazo)    | Pontevedra         | 22   | 174 cm | Designada, El concurso Miss Gran España 2020 fue cancelado debido a la pandemia de Covid-19. | Designada, El concurso Miss Gran España 2020 fue cancelado debido a la pandemia de Covid-19. | Designada, El concurso Miss Gran España 2020 fue cancelado debido a la pandemia de Covid-19. | [ 6 ] [ 7 ]   |
| 2020 | Andrea De las Heras (Renunció)      | Madrid             | 25   | 180 cm | Designada, El concurso Miss Gran España 2020 fue cancelado debido a la pandemia de Covid-19. | Designada, El concurso Miss Gran España 2020 fue cancelado debido a la pandemia de Covid-19. | Designada, El concurso Miss Gran España 2020 fue cancelado debido a la pandemia de Covid-19. | [ 8 ]         |
| 2020 | Sara Cisneros González (Destituida) | Cáceres            | 26   |        | Designada, El concurso Miss Gran España 2020 fue cancelado debido a la pandemia de Covid-19. | Designada, El concurso Miss Gran España 2020 fue cancelado debido a la pandemia de Covid-19. | Designada, El concurso Miss Gran España 2020 fue cancelado debido a la pandemia de Covid-19. | [ 9 ]         |
| 2019 | Ainara de Santamaría                | Cantabria          | 23   | 179 cm | Hotel Campomar, Arnuero, Cantabria                                                           | 31                                                                                           | 06 de julio de 2019                                                                          | [ 10 ]        |
| 2018 | Patricia López Verdes (Reemplazo)   | Murcia             | 19   | 179 cm | Teatro Cerezo, Carmona, Sevilla                                                              | 34                                                                                           | 30 de junio de 2018                                                                          | [ 11 ]        |
| 2018 | Mariola Partida Angulo (Renunció)   | Sevilla            | 21   |        | Teatro Cerezo, Carmona, Sevilla                                                              | 34                                                                                           | 30 de junio de 2018                                                                          | [ 12 ]        |
| 2017 | Mariana Rico                        | Islas Baleares     | 17   | 178 cm | Teatro de la Villa del Conocimiento y las Artes, Mairena del Alcor, Sevilla                  | 28                                                                                           | 8 de julio de 2017                                                                           | [ 13 ] [ 14 ] |
| 2016 | Adriana Sánchez Rivas               | Málaga             | 25   | 182 cm | Teatro de la Villa del Conocimiento y las Artes, Mairena del Alcor, Sevilla                  | 24                                                                                           | 23 de julio de 2016                                                                          | [ 15 ] [ 16 ] |
| 2015 | Andrea de Cozar                     | Málaga             | 21   | 175 cm | Designada, sin concurso nacional celebrado.                                                  | Designada, sin concurso nacional celebrado.                                                  | Designada, sin concurso nacional celebrado.                                                  | [ 17 ]        |
| 2014 | Nazaret Rodríguez Hurtado           | Madrid             | 19   |        | Designada, sin concurso nacional celebrado.                                                  | Designada, sin concurso nacional celebrado.                                                  | Designada, sin concurso nacional celebrado.                                                  | [ 18 ]        |
| 2013 | Jenifer Guedes León                 | Las Palmas         | 24   |        | Designada, sin concurso nacional celebrado.                                                  | Designada, sin concurso nacional celebrado.                                                  | Designada, sin concurso nacional celebrado.                                                  | [ 19 ]        |

Galería de ganadoras
- Miss Grand España 2021
Alba Dunkerbeck
 Costa Canaria
- Miss Grand España 2020
Iris Miguélez Méndez
  Pontevedra
- Miss Grand Spain 2015
Andrea de Cozar
 Málaga
- Miss Grand Spain 2014
Nazaret Hurtado
 Las Palmas

### Conquistas por Provincia
| Provincia o Ciudad | Títulos | Victorias  |
| ------------------ | ------- | ---------- |
| Málaga             | 2       | 2015, 2016 |
| Madrid             | 1       | 2014       |
| Cantabria          | 1       | 2019       |
| Murcia             | 1       | 2018       |
| Islas Baleares     | 1       | 2017       |
| Las Palmas         | 1       | 2013       |
| Pontevedra         | 1       | 2020       |
| Costa Canaria      | 1       | 2021       |

### Finalistas
| Año  | Primera Finalista                     | Segunda Finalista          | Tercera Finalista        | Cuarta Finalista                |
| ---- | ------------------------------------- | -------------------------- | ------------------------ | ------------------------------- |
| 2021 | Santa Cruz de Tenerife: Corina Mrazek | Granada - Luisa Victoria   | Cádiz: Clara Navas       | Extremadura - Jeannette García  |
| 2019 | Madrid: Andrea Ávila                  | Jaén: Miriam Herrera Juan  | Cádiz: Guadalupe Álvarez | Costa Gallega: Iris Miguélez    |
| 2018 | Asumió Miss Grand España              | Madrid:Nics Menayo         | Valencia:Djabu Balde     | Salamanca: Triana Almenara      |
| 2017 | Sevilla: Susana Sanchez               | Andalucía: Carolina Santos | Granada: Paola Morales   | Jaén: Alba Maria Lara           |
| 2016 | Salamanca: Susana Sanchez             | Cantabria: Leticia Burgos  | Sevilla: Cynthia Ruz     | Valencia: Lidia González Regolf |

## Representaciones internacionales por año

### Miss Grand International
Clave de color;
- Ganadora
- Finalista
- Semifinalista
- Cuartofinalista

| Año  | Representante             | Procedencia    | Posición | Premios especiales | Ref.   |
| ---- | ------------------------- | -------------- | -------- | ------------------ | ------ |
| 2021 | Alba Dunkerbeck           | Costa Canaria  | Top 10   |                    |        |
| 2020 | Iris Miguélez Méndez      | Pontevedra     |          |                    |        |
| 2019 | Ainara de Santamaría      | Cantabria      | Top 20   |                    |        |
| 2018 | Patricia López Verdes     | Murcia         | Top 10   |                    | [ 11 ] |
| 2017 | Mariana Rico              | Islas Baleares |          |                    | [ 20 ] |
| 2016 | Adriana Sánchez Rivas     | Málaga         | Top 20   |                    | [ 21 ] |
| 2015 | Andrea de Cozar           | Málaga         | Top 10   |                    | [ 2 ]  |
| 2014 | Nazaret Rodríguez Hurtado | Madrid         |          |                    |        |
| 2013 | Jenifer Guedes León       | Las Palmas     |          |                    |        |

## Ediciones
| Miss Grand España                              |
| 2016 · 2017 · 2018 · 2019 · 2020 · 2021 · 2022 |